# Robert Kleindienst

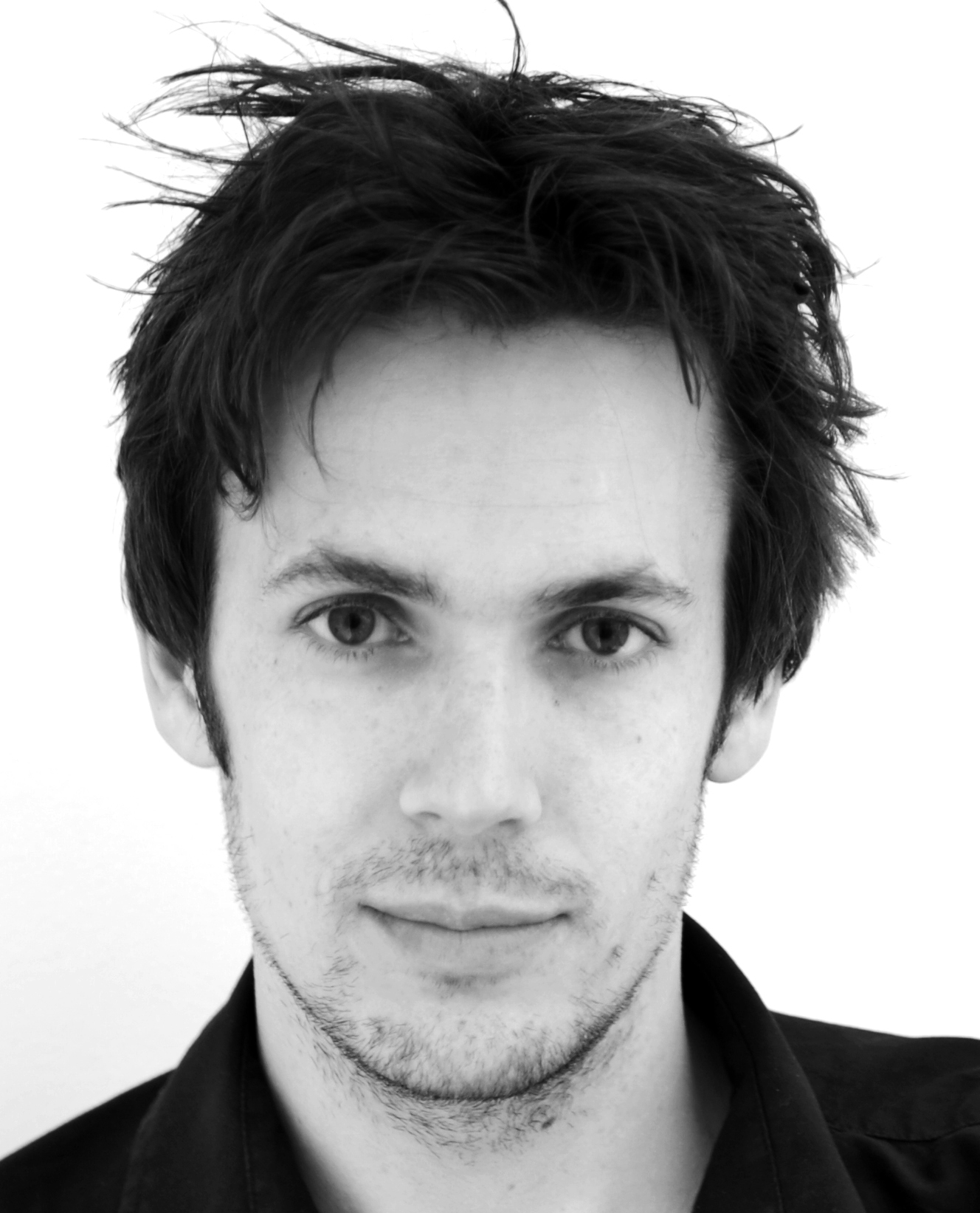
Robert Kleindienst (2008)

Robert Kleindienst (* 4. März 1975 in Salzburg) ist ein österreichischer Schriftsteller.

## Leben und Werk
Robert Kleindienst wuchs in Radstadt im Pongau auf, studierte Germanistik, Politikwissenschaft und Pädagogik an der Universität Salzburg und verfasste seine Diplomarbeit über Paul Celan im Kontext von Roland Barthes’ Autorkonzept. Kleindienst ist Gründungsmitglied des Literaturportals die flut, Mitglied der Grazer Autorenversammlung, der IG Autorinnen Autoren sowie der Salzburger Autorengruppe.
2019 widmete er sich in seinem Roman Zeit der Häutung den Kinderkonzentrationslagern der kroatisch-faschistischen Ustascha. Darin erzählt er, auf historische Dokumente gestützt, von Lagern, die für Kinder der umgebrachten oder verschleppten Feinde des Regimes eingerichtet wurden. Der Roman beleuchtet damit ein in Kroatien wie auch in Österreich weitgehend verdrängtes Kapitel der Geschichte: die Gräueltaten der Ustascha, die mit Billigung der katholischen Kirche und unter aktiver Beteiligung von Priestern, insbesondere Franziskanerpatres, begangen wurden. Brisant sind auch die im Roman aufgegriffenen Geschehnisse nach 1945. Auf den sogenannten „Rattenlinien“ wurden mit Hilfe hochrangiger Kleriker Kriegsverbrecher nach Südamerika verschifft, um ihnen unter falschem Namen einen Neuanfang zu ermöglichen.
Das Salzburger Friedensbüro wählte den Roman zum Buch des Monats Mai 2019.

## Publikationen
- Das Lied davon. Roman, edition laurin, Innsbruck 2023, ISBN 978-3-903539-30-3.
- Fallen im Schnee. Gedichte und Bilder, Edition Tandem, Salzburg/Wien 2022, ISBN 978-3-904068-68-0.
- Lichtstreu. Gedichte und Fotografien, Edition Tandem, Salzburg/Wien 2021, ISBN 978-3-904068-37-6.
- Zeit der Häutung. Roman, edition laurin, Innsbruck 2019, ISBN 978-3-902866-72-1.
- Brandseelaute. Gedichte, edition laurin, Innsbruck 2017, ISBN 978-3-902866-49-3.
- Vermintes Echo. Erzählungen, edition laurin, Innsbruck 2014, ISBN 978-3-902866-13-4.
- Nicht im Traum. Roman, edition laurin, Innsbruck 2013, ISBN 978-3-902866-08-0.
- Später vielleicht. Roman, Skarabäus, Innsbruck 2009, ISBN 978-3-7082-3264-5.
- Beim Tode! Lebendig! Paul Celan im Kontext von Roland Barthes' Autorkonzept. Eine poetologische Konfrontation. Königshausen & Neumann, Würzburg 2006, ISBN 3-8260-3329-9.

Beiträge in folgenden Anthologien
- Neues aus Kafkanien (Christoph Janacs, Fritz Popp [Hg.]). Edition Tandem, Salzburg/Wien 2024, ISBN 978-3-903516-04-5.
- Poesie im Garten (Volker Toth, [Hg.]). Edition Tandem, Salzburg/Wien 2024, ISBN 978-3-903516-09-0.
- Jahrbuch Lyrik 2023. Edition AS, St. Wolfgang 2023, ISBN 978-3-903335-31-8.
- 50 Jahre Grazer Autorinnen Autorenversammlung. 1973 – 2023 (Christoph Janacs, Fritz Popp [Hg.]). Edition Tandem, Salzburg/Wien 2023, ISBN 978-3-904068-85-7.
- Annäherungen an Stefan Zweig. (Christoph Janacs, Arturo Larcati, Fritz Popp [Hg.]). Edition Tandem, Salzburg/Wien 2021,  ISBN 978-3-904068-51-2.
- Ich verspreche dir einen schönen Sommer. (Fabian Leonhard, Nico Gutjahr [Hg.]). Trabanten Verlag, Berlin 2021, ISBN 978-3-9822649-5-0.
- Lyrik der Gegenwart 96. Edition Art Science 2020, ISBN 978-3-903335-11-0.
- Sagen reloaded. (Thomas Ballhausen, Sophie Reyer [Hg.]) Czernin Verlag, Wien 2020, ISBN 978-3-7076-0706-2.
- Gegenwind. Das lange Tal der Kurzgeschichten. Anton Pustet Verlag, Salzburg 2020, ISBN 978-3-7025-8071-1.
- ZWEIGESTALT – Wege und Umwege in Dualismen und Verdoppelungen. Edition Art Science 2020, ISBN 978-3-903335-04-2.
- Inklusive Leerzeichen. edition eizenbergerhof, Salzburg 2017. ISBN 978-3-901243-45-5.
- Betteln fordert heraus. (Johannes Dines, Helmut P. Gaisbauer, Michael König, Clemens Sedmak, P. Virgil Steindlmüller [Hg.]) Mandelbaum Verlag, Wien 2015, ISBN 978-3-85476-491-5.
- Vom Leuchtturm sehe ich das Meer. edition eizenbergerhof, Salzburg 2011, ISBN 978-3-901243-34-9.
- Ohne Ablaufdatum. 30 Jahre Salzburger Autorengruppe. Salzburg, 2011.
- Zeichensetzung-Zeilensprünge. Verlag Luftschacht, Wien 2009, ISBN 978-3-902373-48-9.
- Wie es eben so ist, ohne Harfe. edition eizenbergerhof, Salzburg 2005, ISBN 3-901243-26-7.
- Listenweise. Poetik und Poesie der Liste. Verlag Der Pudel, Wien 2004, ISBN 3-9501830-0-0.

Sonstiges
- Kurzprosa in: Lichtungen 128/2011.
- Aber er. Epitaph mit Pausen (Prosa) in: Die Rampe 2/2008.
- Aschenmeerschwein: Antikodex (Prosa) in: Salz 127/2007.
- Aber er. Epitaph mit Pausen. Text-UA: Off-Theater Wien, 2007 (Kofaktor Kammerkunst).
- Gedicht in: Macondo Edition 8/2002.
- Gedichte in: Kolik 15/2001.
- Gedichte in: Signum 1/1999–2000.
- mein ganz privater streichelzoo (Prosa) in: Am Erker 34/1997–98.
- Gedichte in: Salz 87/1997.

### Bühnenstück
- 1998 Der 77. Blick: Unkenntlichkeit. Minidrama, Uraufführung Toihaus TheaterSalzburg. Regie: Martin Leutgeb

### Libretto
- 2015 Kreuzblume. Eine Turmfantasie. Libretto zum Ulmer Oratorium. Komposition: Marios Joannou Elia. Auftragswerk der Stadt Ulm. Bislang unaufgeführt; die vorgesehene Uraufführung 2015 zum Turm-Jubiläum des Ulmer Münsters konnte nicht stattfinden.[4]

### Hörspiele
- 1998 frontiers. Hörspiel. Regie: Manfred Chobot.
- 2012 Aber er: Epitaph mit Pausen. Hörspiel von Count XIII nach einem Text von Robert Kleindienst. UA 2012.

## Multimediales
- 2008 Plus Minus. Komposition von Mario Rosivatz nach einem Gedicht von Robert Kleindienst für Stimme und Streichquartett.
- 2008 Pulsa diNura. Elektronische Musik zu einem Video von Robert Kleindienst und Mario Rosivatz.
- 2006 Bildersturm von Mario Rosivatz. Kompositionsauftrag der Stadt Wien nach Lyrik von Robert Kleindienst für Ensemble und 2 Stimmen.
- 2002 Sommer, Schluss, Verkauf. Kurzfilm von Christoph Kendlbacher nach einem Text von Robert Kleindienst. Musik: Hüseyin Evirgen.
- 2000 Schneeluft in meiner Hand von Gunter Waldek. Auftragskomposition nach Gedichten von Robert Kleindienst.
- 1998 Widerschein von Mario Rosivatz. Elektronische Musik, inspiriert durch ein Gedicht von Robert Kleindienst.

## Auszeichnungen
- 2016 Projektstipendium des Bundesministeriums für Kunst und Kultur
- 2010 Österreichisches Staatsstipendium für Literatur
- 2007 Kitzbüheler Stadtschreiber
- 2007 Förderpreis des Rauriser Literaturpreises
- 2003 Österreichisches Dramatikerstipendium
- 1999 Arbeitsstipendium des Landes Salzburg
- 1997 Georg-Trakl-Förderungspreis für Lyrik
- 1997 Österreichisches Dramatikerstipendium
- 1997 Prosapreis der Arge freies lesen